# Lješki okrug
Lješki okrug (albanski: Qarku i Lezhës) je jedan od 12 okruga u Albaniji. Glavni grad okruga je Lezhë.
Sastoji se od sljedećih distrikata:
- Kurbinski distrikt
- Lješki distrikt
- Mirditski distrikt

Sa zapada, okrug izlazi na Jadransko more. Unutar Albanije, Kukëski okrug graniči sa sljedećim okruzima:
- Skadarski okrug: sjever
- Kukëski okrug: sjeveroistok
- Dibërski okrug: jugozapad
- Drački okrug: jug